# 凱特·戴卡斯提洛
凱特·戴卡斯提洛·內格雷特·特里洛（英語：Kate del Castillo Negrete Trillo，西班牙語發音：[ˈkejd del kasˈtiʝo neˈɣɾete ˈtɾiʝo]，1972年10月23日—），墨西哥裔美國女演員。19歲在1991年拉丁美洲電視小說劇《女孩》中擔任主要角色而聞名。此後，她持續在拉丁美洲的電影和電視開展事業。2011年，憑藉主演的世界电视网電視劇《南方女王》而贏得國際知名度。2017年在Netflix政治電視劇《失控》中扮演墨西哥第一夫人艾米利亞·烏爾基薩（Emilia Urquiza）。
在電影界的知名作品如《一樣的月光下》（2007年）、《危險行為》（2014年）、《33：重生奇蹟》（2015年）、《墨裔美國人》（2019年）和《絕地戰警FOR LIFE》（2020年）。

## 個人生活
她於2015年9月成為美國公民，目前居住在洛杉磯。
戴卡斯提洛在《克莉絲蒂娜秀》（Cristina Show）接受克莉絲蒂娜·塞拉雷格採訪時透露，她最喜歡的樂團是英國新浪潮樂團杜蘭杜蘭。

## 延伸閱讀
- Draper, Robert. . A Reporter at Large. The New Yorker. Vol. 92 no. 6. 2016-03-21: 66–75  [2021-04-11]. （原始内容存档于2021-06-08）.

## 外部連結
- 官方粉絲網站 （页面存档备份，存于）
- 凱特·戴卡斯提洛在互联网电影资料库（IMDb）上的資料（英文）
- 凱特·戴卡斯提洛在爛番茄上的頁面（英文）
- Vidas Cruzadas - Webnovela （页面存档备份，存于）
- Tequila Honor del Castillo Official Website （页面存档备份，存于）